# Каминский, Анатолий Григорьевич
Каминский Анатолий Григорьевич (17 мая 1925, с. Кошляки — 28 мая 2019) — украинский юрист, политический и общественный деятель, публицист. Председатель Провода ОУНЗ с июня 1991 по май 2019 года. Лауреат Международной премии им. П. Орлика (1994). Действительный член НТШ (с 2000).

## Жизнеописание
Родился 17 мая 1925 в селе Кошляки Збаражского уезда (теперь в Тернопольской области, Украина).
В 1943 году окончил гимназию в Львове. Изучал право в Украинском Свободном Университете в Мюнхене до 1953-го.
В течение 1956-1959 учился в Лондонской Школе экономических и политических наук (Англия) по специализации — «теория и практика дипломатии».
С 1960 по 1980 работал на различных должностях в издательском объединении «Пролог» в Нью-Йорке, «, был его секретарем, заместителем председателя (1973—1980).
В течение 1983—1989 был руководителем Украинской службы Радио „Свобода“ в Мюнхене.
Печатался в журналах „Современность“, „Украинский самостийник“, дневнике „Свобода“. С 1989 по 2019 г. преподавал международные отношения и международное публичное право в УСУ. Читал лекции в Институте международных отношений в Киеве, Львовском государственном университете им. И. Франко.

### Политическая деятельность
В течение 1954—1958 занимал должность Председателя Правления Заграничных Частей ОУН — ОУН за границей (ОУНз). В 1973—1981 член Президиума Среды Украинской Главной Освободительной Рады (УГВР) и заместитель Председателя Среды УГВР в 1981—1995.
Председатель ОУНз от июня 1991 года и Председатель Политического Совета Среды УГВР от апреля 1995 года по май 2019.

## Творческое наследие
Автор книг „На новом этапе“ (1965), „За современную концепцию украинской революции“ (1970), „Динамика освободительной борьбы“ (1973), „Между двумя революциями“ (1974), „Край, эмиграция и международные закулисы“ (1982), „На переходном этапе“ (1990), учебника „Основы международных отношений“ (2001) и др.
Автор 14 книг.

## Ссылка
- „Пролог“ в холодной войне против Москвы. Архивная копия от 27 июня 2012 на Wayback Machine Продолжение освободительной борьбы из-за границы» Архивная копия от 27 июня 2012 на Wayback Machine
- Репрессии проводятися только кадрами из «чекистской» субкультурой Архивная копия от 2 января 2012 на Wayback Machine
- Александр Панченко. Анатоль Каминский и его освободительная концепция Архивная копия от 25 января 2016 на Wayback Machine // Зарубежная Газета, 2 июня 2015 (дата доступа 9 января 2016).

1. ↑  https://web.archive.org/web/20191214164200/https://svoboda-news.com/svwp/%D0%9F%D0%BE%D0%BC%D0%B5%D1%80-%D0%B4-%D1%80-%D0%90%D0%BD%D0%B0%D1%82%D0%BE%D0%BB%D1%8C-%D0%9A%D0%B0%D0%BC%D1%96%D0%BD%D1%81%D1%8C%D0%BA%D0%B8%D0%B9/
2. 1 2 3  Kamìns‘kyj, Anatol‘ // Чешская национальная авторитетная база данных